# 日本とニジェールの関係
日本とニジェールの関係（にほんとニジェールのかんけい、フランス語: Relations entre le Japon et le Niger、英語: Japan-Niger relations） では、日本とニジェールの関係について概説する。日本とニジェール共和国の関係とも。

## 両国の比較
|                   | ニジェール                    | 日本                            | 両国の差                    |
| ----------------- | ----------------------------- | ------------------------------- | --------------------------- |
| 人口              | 2420万6636人（2020年）        | 1億2583万人（2020年）           | 日本はニジェールの約5.2倍   |
| 国土面積          | 126万7600 km2                 | 37万7972 km2                    | ニジェールは日本の約3.4倍   |
| 人口密度          | 18 人/km2（2018年）           | 347 人/km2（2018年）            | 日本はニジェールの約19.3倍  |
| 首都              | ニアメ                        | 東京都                          |                             |
| 最大都市          | ニアメ                        | 東京都区部                      |                             |
| 政体              | 大統領制 共和制               | （民主制）議院内閣制            |                             |
| 公用語            | フランス語                    | 日本語（事実上）                |                             |
| 通貨              | CFAフラン                     | 日本円                          |                             |
| 国教              | なし                          | なし                            |                             |
| 人間開発指数      | 0.354                         | 0.919                           |                             |
| 民主主義指数      | 3.29                          | 7.99                            |                             |
| GDP（名目）       | 136億7823万米ドル（2020年）   | 5兆819億6954万米ドル（2019年）  | 日本はニジェールの約371.5倍 |
| 一人当たり名目GDP | 565.1米ドル（2020年）         | 40246.9米ドル（2019年）         | 日本はニジェールの約71.2倍  |
| GDP（購買力平価） | 297億5135万米ドル（2019年）   | 5兆5043億3091万米ドル（2019年） | 日本はニジェールの約185倍   |
| 一人当たり実質GDP | 1276.3米ドル（2019年）        | 43593.5米ドル（2019年）         | 日本はニジェールの約34.2倍  |
| 経済成長率        | 1.5%（2020年）                | 0.3%（2019年）                  |                             |
| 軍事費            | 1億7192万8704米ドル（2019年） | 476億902万米ドル（2019年）      | 日本はニジェールの約276.9倍 |
| 地図              |                               |                                 |                             |

## 歴史
1960年8月3日、フランスから独立したニジェールを日本は国家承認し、それ以来は地理的な遠さ、歴史的な接点の少なさなどで交流は限定されつつも友好関係を維持している。1964年東京オリンピックは、ニジェールにとって独立国として初出場したオリンピックであった。
2010年2月にはニジェール軍によるクーデターが発生し、民主主義復興最高評議会が軍政を敷いた。そのため民主主義を標榜する日本とニジェールとの関係は一時停滞したが、2011年3月には民主的な大統領選が行われたことで友好関係が再開した。
なお、両国は関係が未発達であることからともに大使館を未設置であり、それぞれアビジャンの在コートジボワール日本国大使館がニジェールを、北京の在中華人民共和国ニジェール大使館が日本を兼轄している状態にある。

## 外交

### 日本要人のニジェール訪問
ニジェールはアフリカの中でも所得が低く、情勢が不安定な国である。そのことから日本要人がニジェールを訪問した例はわずかである。2008年には外務大臣政務官の中山泰秀がエチオピア、モロッコに次いでニジェールを訪問し、当時ニジェール大統領を務めていたタンジャ・ママドゥなどと会談。日本の常任理事国入りへの支持を要請し、支持を得られている。

### ニジェール要人の日本訪問

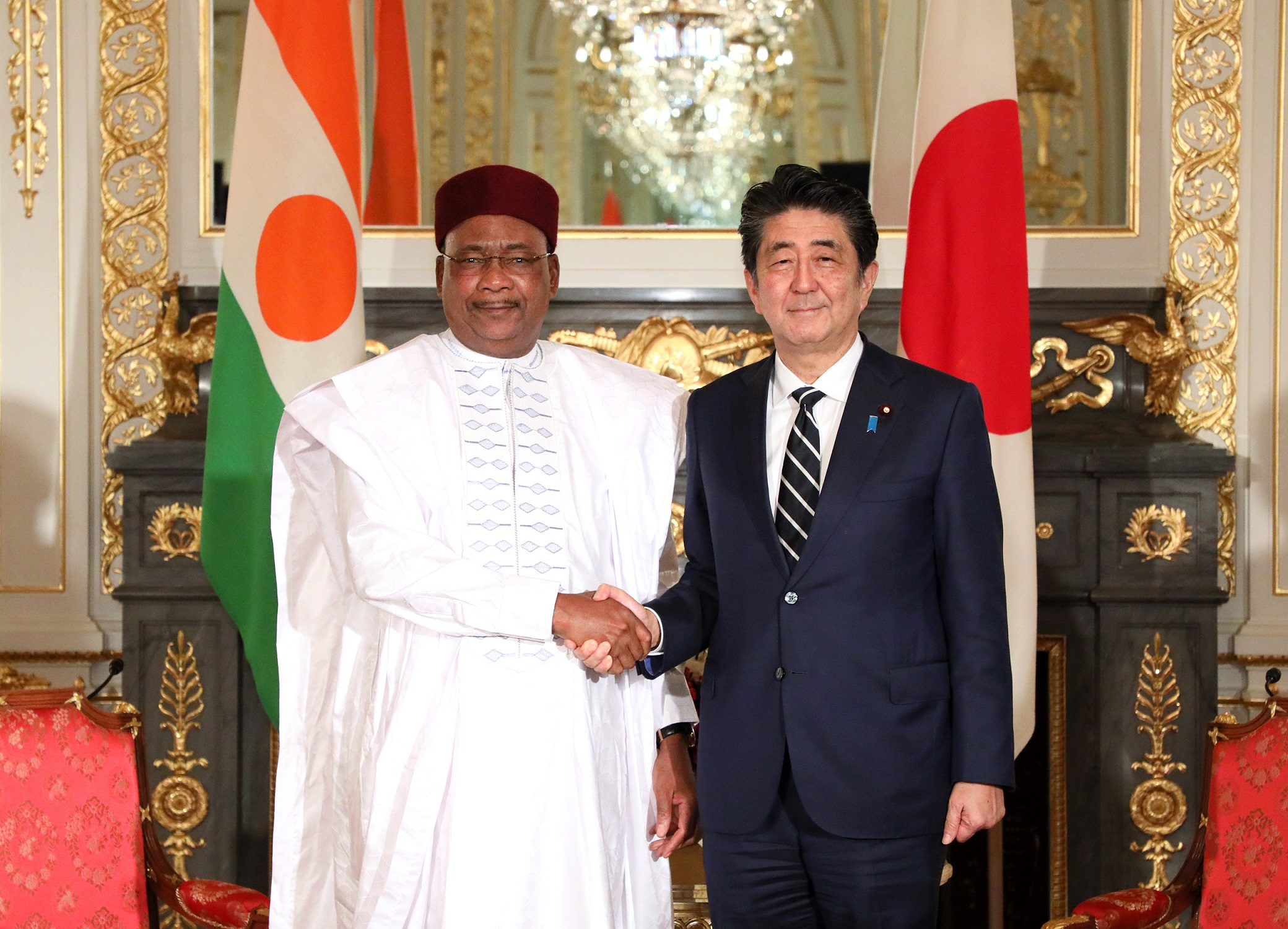
2019年10月、即位礼正殿の儀に伴い訪日したマハマドゥ・イスフと安倍晋三との会談

ニジェール大統領としては、マハマドゥ・イスフが三度訪日を実施。一度目にあたる2015年の訪日では、当時内閣総理大臣であった安倍晋三と首脳会談を実施してボコ・ハラムやサヘルにおける安全保障についてが話し合われたほか、さらなる協力を促進する日・ニジェール共同声明を発出している。2019年8月のアフリカ開発会議出席に伴う二度目の訪日でも安倍晋三との首脳会談が執り行われ、同年10月の即位礼正殿の儀に伴う三度目の訪日でも安倍晋三との会談を実施している。
2008年にはニジェール首相セイニ・ウマルが訪日。当時総理大臣であった福田康夫との首脳会談を実施した。
またそのほかには、2012年「世界防災閣僚級会議in東北」出席のためにニジェール共和国国務大臣兼外務・協力・アフリカ統合・在外ニジェール人大臣のモハメド・バゾムが訪日。当時外務大臣であった玄葉光一郎と外相会談を実施している。翌2013年にもモハメド・バゾムはアフリカ開発会議出席のために訪日し、岸田文雄と外相会談を実施した。

## 経済交流
地理的に離れていることやニジェール経済の未発達などから、両国の経済上の交流は少ない。ただし、日本はアメリカ、フランス、イタリアなどの主要援助国からは外れているものの、2018年までにニジェールに対して830億円以上の経済支援を実施している。
貿易面では、2020年の対日輸出6894万円に対し対日輸入6.53億円と、ニジェール側の大幅な赤字となっている。対日輸出の主要品目は雑製品、採油用種子、食料品であり、一方対日輸入では機械及び輸送用機器等、化学製品、ゴム製品などが主要製品となっている。

## 文化交流
日本からの文化無償協力が実施されている。1987年度は視聴覚機材（青年の家）、1999年度はスポーツ機材（国立青年スポーツ学院）、2005年度放は送機材（国営ラジオ・テレビ局）を供与した。

## 外交使節

### 駐日ニジェール大使
- ジョゼフ・ディアタ（台北常駐、1989～1990年、信任状捧呈は12月5日[30]）
- イスフ・マヤキ[31]（台北常駐→ニアメ常駐、1990～1998年、信任状捧呈は10月25日[32]）
- セイドゥ・ボザリ（北京常駐、1998～2006年、信任状捧呈は11月2日[33]）
- アダム・ブバカール（北京常駐、2006～2013年、信任状捧呈は8月31日[34]）
- ダンビナ・バワ（北京常駐、2013～2017年、信任状捧呈は7月29日[35]）
- イヌサ・ムスタファ（北京常駐、2017年～、信任状捧呈は9月6日[36]）